# 1994 aux échecs
Chronologie des échecs – Année 1994
| Années des échecs : 1991 - 1992 - 1993 - 1994 - 1995 - 1996 - 1997    |
| Décennies des échecs : 1960 - 1970 - 1980 - 1990 - 2000 - 2010 - 2020 |

## Événements majeurs
- Olympiade d'échecs de Moscou :
  - Classement mixte : 1er Russie (équipe A), 2e Bosnie-Herzégovine, 3e Russie (équipe B)
  - Classement féminin : 1er Géorgie, 2e Hongrie, 3e Chine
- Peter Svidler devient champion du monde des moins de 18 ans

## Tournois et opens
- Predrag Nikolic remporte le Tournoi de Wijk aan Zee

## Championnats nationaux
- Argentine : Pablo Ricardi remporte le championnat[1],[2]. Chez les femmes, Sandra Villegas s’impose.
- Autriche : Alexander Fauland remporte le championnat[3]. Chez les femmes, Jutta Borek s’impose[4].
- Belgique : Ekrem Cekro remporte le championnat[5]. Chez les femmes, Greta Foulon s’impose[6].
- Brésil: Gilberto Milos remporte le championnat[7]. Chez les femmes, c’est Tatiana Kaawar Ratcu qui s’impose.
- Canada : Kevin Spraggett remporte le championnat[8]. Chez les femmes, pas de championnat[9].
- Chine :  Ye Jiangchuan remporte le championnat[10]. Chez les femmes, Zhu Chen s’impose.
- Écosse : Jonathan Parker remporte le championnat [11].
- Espagne : Sergio Cacho Reigadas remporte le championnat[12]. Chez les femmes, c’est Mª Luisa Cuevas qui s’impose[13].
- États-Unis : Boris Gulko remporte le championnat[14]. Chez les femmes, Elena Donaldson s’impose[15].
- Finlande: Joose Norri remporte le championnat[16].
- France : Marc Santo-Roman remporte le championnat [17]. Chez les femmes, Christine Flear s’impose[18].
- Guatemala : Carlos Armando Juárez[19]
- Inde : Praveen Thipsay remporte le championnat[20].
- Iran : Esmaïl Safarzadeh  remporte le championnat[21].
- Kenya : Lothar Nikolaiczuk[22]
- Kosovo : Naim Sahitaj[23]

- Pays-Bas : Jeroen Piket remporte le championnat [24]. Chez les femmes, c’est Erika Sziva qui s’impose.
- Pologne : Włodzimierz Schmidt remporte le championnat[25].
- Roumanie: Chez, les femmes, Corina-Isabela Peptan remporte le championnat[26]
- Royaume-Uni : William Watson remporte le championnat[27].
- Russie : Peter Svidler remporte le championnat[28]. Chez les femmes : Ekaterina Kovalevskaïa[29]
- Suisse : Lukas Brunner remporte le championnat [30]. Chez les dames, c’est Shahanah Schmid qui s’impose[31].
- Tchéquie : Chez les femmes, Lenka Ptáčníková[32]
- Ukraine : Youri Krouppa remporte le championnat[33],[34]. Chez les femmes, Natalia Kiseleva s’impose[35].
- RF Yougoslavie : Milan Vukic remporte le championnat[36],[37]. Chez les femmes, Irina Chelushkina s’impose.

## Divers
- Classement Elo au 1er janvier. Kasparov et Short sont exclus du classement à la suite de leur refus de jouer la finale du championnat du monde sous les conditions de la F.I.D.E.

| 1er | Anatoli Karpov    | 2740 |
| 2e  | Viswanathan Anand | 2715 |
| 3e  | Vasily Ivanchuk   | 2710 |
| 4e  | Vladimir Kramnik  | 2710 |
| 5e  | Alexeï Chirov     | 2705 |
| 6e  | Gata Kamsky       | 2695 |
| 7e  | Valery Salov      | 2685 |
| 8e  | Ievgueni Bareïev  | 2685 |
| 9e  | Boris Gelfand     | 2685 |
| 10e | Vladimir Epichine | 2675 |

Chez les féminines
| 1er | Judit Polgar         | 2630 |
| 2e  | Susan Polgar         | 2550 |
| 3e  | Maia Tchibourdanidzé | 2520 |

## Naissances
- 27 février : Hou Yifan
- 28 juin : Anish Giri

## Nécrologie
- 4 janvier : Marie Orav (en)
- 10 février : Robert Crépeaux, Hendrika Timmer (en)
- 25 février : Triantafyllos Siaperas (en)
- 23 mai : Vladimir Antochine
- 27 juin : Robert Lemaire (en)
- 30 juillet : Theo van Scheltinga
- 2 août : Eigil Pedersen (en)
- 23 septembre : Gyula Kluger (en)
- 6 novembre : Vladimir Zagorovski
- 13 novembre : Igor Platonov (en)
- 15 novembre : Johannes van den Bosch (en)
- 25 novembre : Vladimir Zak
- 13 décembre : Olga Roubtsova, Tema Filanovskaya (en)